# Mittenaar
Mittenaar – miejscowość i gmina w Niemczech, w kraju związkowym Hesja, w rejencji Gießen, w powiecie Lahn-Dill.